# Lüdinghausen-Land
Lüdinghausen-Land war eine kreisangehörige Gemeinde im Kreis, ab 1939 Landkreis Lüdinghausen. Sie gehörte dem Amt Lüdinghausen an. Am 1. Juli 1969 wurde sie aufgelöst und in die Stadt Lüdinghausen eingegliedert.
Bei der Volkszählung am 6. Juni 1961 hatte die Gemeinde 2825 Einwohner.

## Geographie
Die Gemeinde Lüdinghausen-Land umschloss teilweise die Stadt in einem Bogen vom Nordwesten bis zum Süden. Sie bestand aus den Bauerschaften (vom Nordwesten im Uhrzeigersinn) Berenbrock, Elvert, Bechtrup, Aldenhövel, Brochtrup, Westrup, Ermen und Tüllinghoff.

## Geschichte

### Ausgliederungen
Ursprünglich war die Gemeinde größer. Sie musste jedoch im vergangenen Jahrhundert vor ihrer Auflösung etliche Gebietsabtretungen hinnehmen. So verkleinerte sich ihr Gebiet am 1. Juli 1908 zu Gunsten der damaligen Gemeinde Hiddingsel. Die anderen Abtretungen kamen der Stadt Lüdinghausen zugute, die am 1. April 1903, am 1. April 1914, im Jahr 1929 und am 1. Januar 1966 ihr Gebiet um Teile der Landgemeinde vergrößerte.

### Eingemeindung
Am 1. Juli 1969 wurde die Gemeinde Lüdinghausen-Land vollständig in die Stadt Lüdinghausen eingegliedert.

## Burg Kakesbeck
Das bekannteste Gebäude der ehemaligen Gemeinde ist die Burg Kakesbeck in der Bauerschaft Bechtrup.

## Besonderheiten
Die Straßenschilder in den Bauerschaften haben einen grünen Untergrund. Die Häuser wurden vor einigen Jahren neu in einer gut nachzuvollziehenden Reihenfolge durchnummeriert. So wird es vor allem Ortsfremden leicht gemacht, eine bestimmte Anschrift zu finden.